# 四大護法 (基本法)
在香港政壇，四大護法是中國內地四位法學家肖蔚雲、邵天任、許崇德、吳建璠之合稱，上述四人皆已作古。夏勇有時亦被視為四大護法之一。
四大護法因於《香港特別行政區基本法》釋法問題多次為中央人民政府發言而得名。如2004年各界爭取香港特別行政區行政長官普選的時候，肖蔚雲曾表示香港任何形式的公投都違反《基本法》。對於至今數次的人大釋法事件，四大護法都有公開發言。